# Helge Dahl
Helge Frederik Emil Dahl (* 6. November 1901 in Kopenhagen; † 7. August 1981 in Odense) war ein dänischer Schauspieler.

## Leben und Wirken
Helge Dahl war der Sohn des Buchhalters Knud Einar Dahl (1874–1960) und dessen Frau Louise Haug (1873–1953). Er wuchs gemeinsam mit zwei Brüdern in Kopenhagen auf.
Er besuchte von 1923 bis 1926 die Eleveskole des Königlichen Theaters Kopenhagen, wo er seine Schauspielausbildung absolvierte. Sein Bühnendebüt hatte er im Jahr 1926 am Betty-Nansen-Theater. Dahl stand im Laufe seiner Karriere in zahlreichen Theaterstücken, Musicals und Kabarett-Programmen auf der Bühne, so unter anderem auch am Dagmarteatret, am Nørrebro-Theater, am Aarhus Teater, am Odense Teater und am Aalborg-Theater.
Helge Dahl wirkte von 1955 bis 1977 in sechs Spielfilmen mit.

## Privates
Helge Dahl war in erster Ehe von 1926 bis 1940 mit der Schauspielerin Elga Bassøe verheiratet. Die Ehe blieb kinderlos. In zweiter Ehe war er von 1940 bis 1946 mit der Schauspielerin Antonie Biering verheiratet, mit der er die Tochter Lisbeth Dahl hatte. In dritter Ehe war er von 1948 bis zu seinem Tod mit der Schauspielerin Grethe Kyhn verheiratet. Die Ehe blieb ebenfalls kinderlos.
Helge Dahl starb am 7. August 1981 im Alter von 79 Jahren. Seine Grabstätte befindet sich auf dem Dalum-Kirkegard in Odense.